# واسیلیکی میلوسی
واسیلیکی میلوسی (به انگلیسی: Vasiliki Millousi) ژیمناست زادهٔ ۴ مهٔ ۱۹۸۴ میلادی اهل کشور یونان است.